# Unió Catalana de Federacions Esportives
La Unió Catalana de Federacions Esportives (UCFE) és l'entitat predecessora de la Unió de Federacions Esportives de Catalunya es va fundar el 3 de juliol. L'objectiu era coordinar i potenciar les activitats de les divuit federacions esportives catalanes de les diferents disciplines esportives que hi havia en aquell moment. El primer president va ser Pompeu Fabra.

## Objectius
L'associació tenia com a objectius, entre d'altres, fomentar la cultura física i l'esport en general, reunir totes les federacions esportives de Catalunya vetllant perquè regni la millor harmonia entre elles, ajudar totes les federacions afiliades en totes les formes i ocasions, i representar-les en quantes ocasions hagi de manifestar-se l'esport català en conjunt.

## Història

### Constitució
El 3 de juliol de 1933 va ser fundada la UCFE en una Assemblea de Federacions convocada per a tal motiu a la seu de la Federació Catalana de Lluita, la seva principal impulsora. En aquella assemblea es van reunir els representants d'una dotzena d'entitats esportives catalanes, a les quals van adherir-se sis més fins a arribar a les 18 federacions que integraven la UCFE: la Federació Catalana de Lluita, la Lliga Oficial de Base-Ball, la Federació Catalana de Gimnàstica, la Federació Catalana de Rugby, la Federació Catalana de Natació, la Federació Catalana de Boxa, la Federació Catalana de Pilota Basca, la Federació Catalana de Rem, la Federació Catalana d'Esgrima, la Unió Velocipèdica Espanyola; Motor Club de Catalunya, la Federació d'Entitats Excursionistes de Catalunya, la Federació Catalana d'Atletisme, la Federació Catalana de Basquetbol, la Federació Catalana de Futbol, la Federació Catalana de Hockey, la Federació Catalana de Tennis i la Federació Catalana de Tir.
En aquella assemblea també es va elegir el primer el Comitè Executiu, format per Pompeu Fabra, president; Joan Roca, secretari; Francesc Fàbregues, vicesecretari; Lluís Ortín, tresorer; Francesc Guarner, comptador; Càndid Vidal de Llobatera, arxiver; Joan Boix, bibliotecari; Jaume Güell, Josep Sunyol, Ramon Peypoch, vicepresidents.

### Corporació oficial de la Generalitat
El 17 de juliol de 1934 va ser declarada corporació oficial de la Generalitat de Catalunya. Ho va fer per mitjà d'un decret que especificava que, per als efectes d'aquesta oficialitat, es constituïa una Junta Consultiva formada per cinc membres de la junta directiva de la UCFE, dos membres elegits pel Conseller de Cultura, un representant del Consell de Cultura, un representant de l'Acadèmia de Medicina i dos representants de les associacions esportives proposats per elles mateixes. Aquesta Junta Consultiva tenia com a principal missió col·laborar amb la Generalitat de Catalunya en la coordinació i regularització de l'esport català.

### La I Setmana de l'Esport
Durant la primavera de 1935, entre el 25 de maig i el 2 de juny, la UCFE va organitzar la I Setmana de l'Esport en què, sense subvencions oficials, es van programar una gran varietat d'activitats esportives. Entre els actes hi havia regates de rem al Port de Barcelona, un encontre Catalunya-Midi Pyrénées de boxa al Gran Price, un partit de bàsquet femení, combats d'esgrima, el campionat d'Espanya amateur de lluita, un encontre Catalunya-Portugal d'atletisme, un partit de beisbol entre el Méjico i un combinat de jugadors catalans a l'Estadi de Montjuïc, competicions hípiques, un concurs d'elegància automobilística al Polo Jockey Club, els campionats d'Espanya preolímpics de tir al Camp de Montjuïc, els Campionats de Catalunya de tennis, un partit d'hoquei entre la selecció de Barcelona i una selecció comarcal, un altre de rugbi entre la Santboiana i la selecció catalana, un encontre Barcelona-Basilea de natació, sessions de cinema esportiu, combats de lluita grecoromana i de jujitsu, exhibicions gimnàstiques, pilota basca a mà, futbol, ciclisme, curses d'obstacles per a cotxes i motos, i molts altres esports.

### Fi de la seva activitat i refundació
La UCFE va deixar les seves activitats entre 1936, a causa de la Guerra Civil espanyola. El 1985 va ser refundada per la Generalitat de Catalunya quan va crear la Unió de Federacions Esportives de Catalunya.